# Christian Broos
Christian Broos (* 30. März 1969) ist ein ehemaliger deutscher Fußballspieler und -trainer.
Der Mittelfeldspieler bestritt in den 1990er Jahren 47 Zweitligaspiele für den Wuppertaler SV und schoss dabei drei Tore. Christian Broos wurde mit dem VfL Bochum am 14. Juli 1985 am Bieberer Berg in Offenbach Deutscher Meister der B-Jugend. Ergebnis 3:0 gegen Kickers Offenbach. Gegnerspieler waren z. B. Uwe Bindewald und Ralf Weber (beide später bei Eintracht Frankfurt).
Broos arbeitete nach seinem Karriereende als Scout für den Wuppertaler SV. 2004/05 war er zudem Co-Trainer der ersten Mannschaft. 2005 wurde sein Vertrag nach 14 Jahren beim Wuppertaler SV nicht verlängert. In der Saison 2006/07 arbeitete er als Co-Trainer bei der SG Langenbochum.
Broos wirkte mit seinem Wuppertaler SV-Teamkollegen Knut Hartwig im Film Das Wunder von Bern mit, in dem er den Kaiserslauterer Werner Kohlmeyer spielte.
Im 2011 erschienenen Buch 1848 Gold – Helden, Legenden, Leidenschaften beschreibt Broos seine Geschichte und Leidenschaft zu seinem Verein VfL Bochum.